# Gasthaus zum Klos
Das Gasthaus zum Klos ist ein ehemaliger Bauernhof der Gemeinde Farchant in Oberbayern. Das Gebäude ist auf Basis des Denkmalschutzgesetzes vom 1. Oktober 1973 ein Baudenkmal, die Akten-Nummer lautet D-1-80-116-22.

## Beschreibung

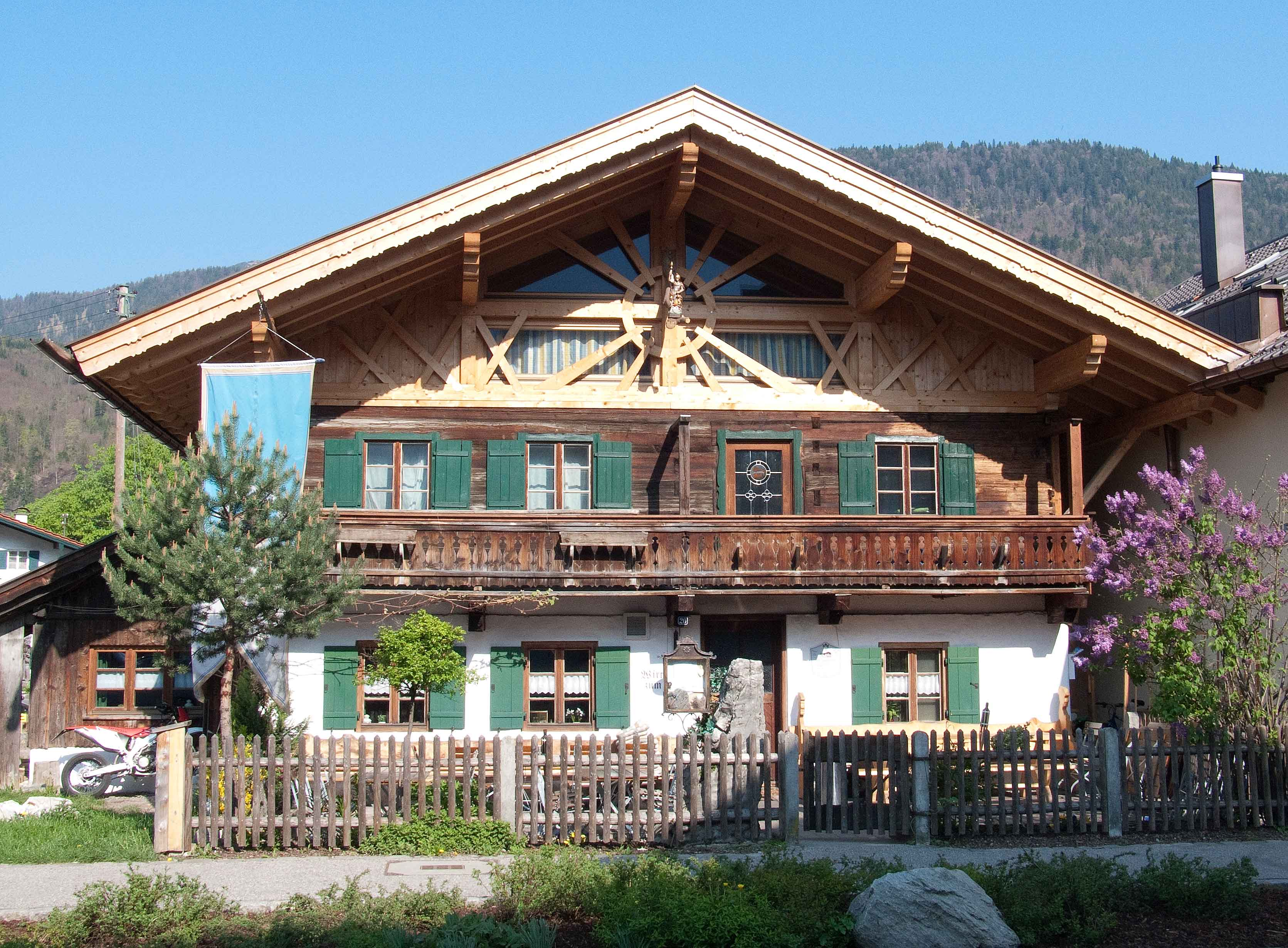
Das Gasthaus zum Klos in Farchant

Der ehemalige Bauernhof zum Klos steht mitten im Dorf und wurde als Flachsatteldachbau im 18. Jahrhundert errichtet. Das Gebäude besitzt eine zweiseitig umlaufende Laube und das Erdgeschoss beherbergt mittlerweile das „Gasthaus zum Klos“. Der Name geht auf Niklas Schönach, der zwischen 1755 und 1820 das Haus mit der alten Hausnummer 64 bewohnte, zurück. Der Dachaufbau und der Zierbund mussten nach einem Großbrand am 1. November 2007 erneuert werden.